# Гюнтер, Зибилла
Зибилла Гюнтер (нем. Sibylle Günter; 20 апреля 1964 года, Росток) — германский физик-теоретик, специалист по физике плазмы.

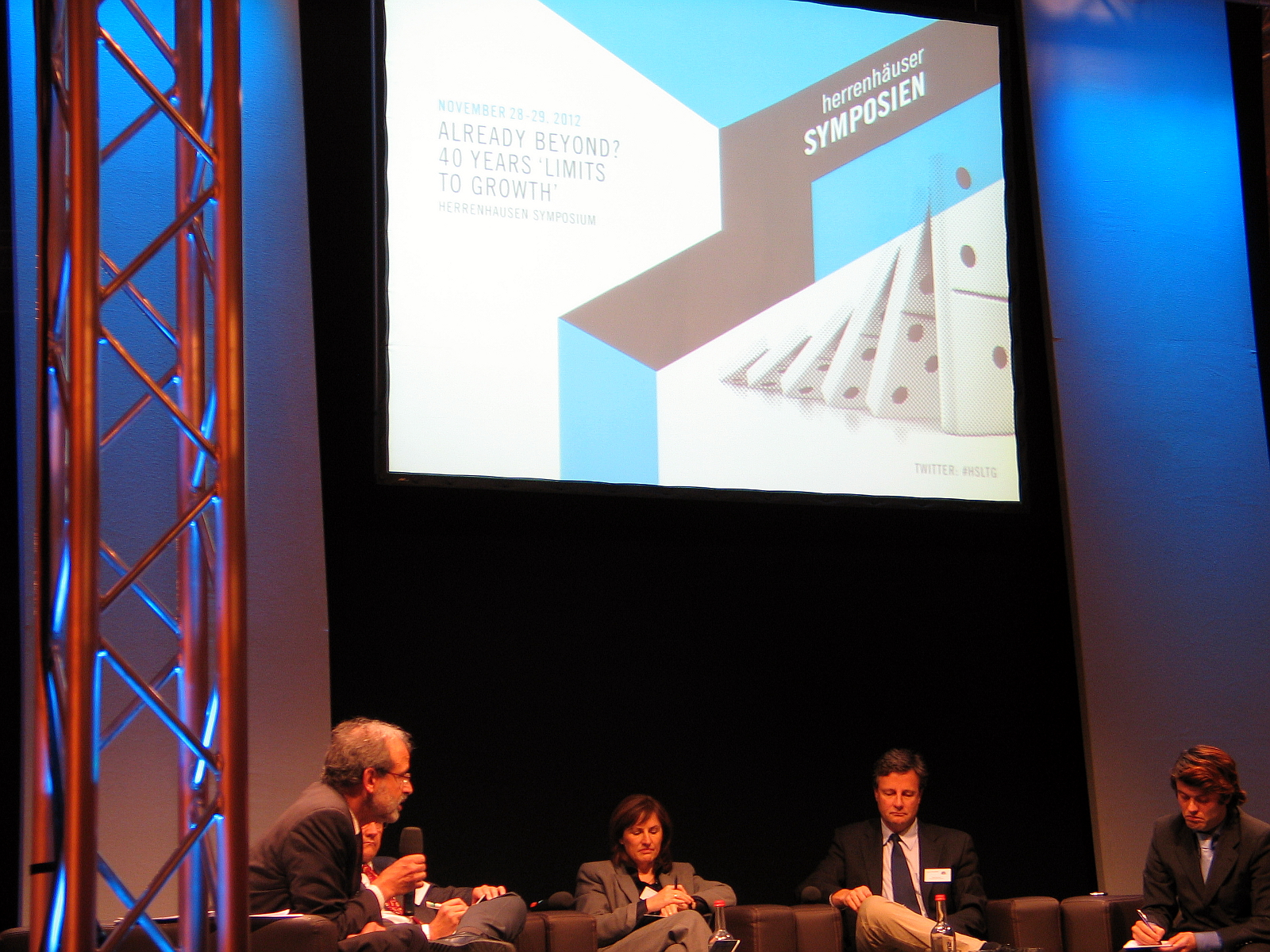
Зибилла Гюнтер (в центре) в 2012 году в Ганновере-Херренхаузене во время международной конференции о пределах роста.

Окончила Ростокский университет в 1987 году; докторскую степень получила в 1990 году за вычислительное исследование излучения плотной плазмы. Работала научным сотрудником, в 1996 году с диссертацией по оптическим свойствам плотной плазмы получила хабилитацию, продолжив работать преподавателем в университете до 2006 года (с 2001 года в должности адъюнкт-профессора). В 2006 году перешла в Мюнхенский технический университет в качестве почётного профессора.
В 2000 году стала самой молодой женщиной, назначенной директором и учёным членом Общества Макса Планка, и, сменив Карла Лакнера (Karl Lackner), стала руководителем отдела физики токамака в Институте физики плазмы Общества Макса Планка. В 2011 году назначена научным директором института, сменив Гюнтера Хазингера. Также является научным руководителем исследовательского центра ядерного синтеза Wendelstein 7-X. С 2023 года — вице-президент Общества Макса Планка.
Кавалер ордена «За заслуги перед Федеративной Республикой Германия» (2013) и Баварского ордена «За заслуги». Член Германской академии инженерных наук (2015), Европейской академии (2015), Леопольдины (2020).